# Chlorophorus griseomaculatus
Chlorophorus griseomaculatus là một loài bọ cánh cứng trong họ Cerambycidae.